# Guardia Costiera
Die Guardia Costiera ist die Küstenwache Italiens mit Sitz in Rom. Sie bildet den operativen, seegestützten Arm des Corpo delle Capitanerie di Porto (Korps der Hafenkapitäne; Hafenämter), das dem Verkehrsministerium in Rom untersteht. Die Notrufnummer ist 1530.

Logo der italienischen Küstenwache

Flagge der Küstenwache mit den Wappen der Republiken Venedig, Genua, Pisa und Amalfi

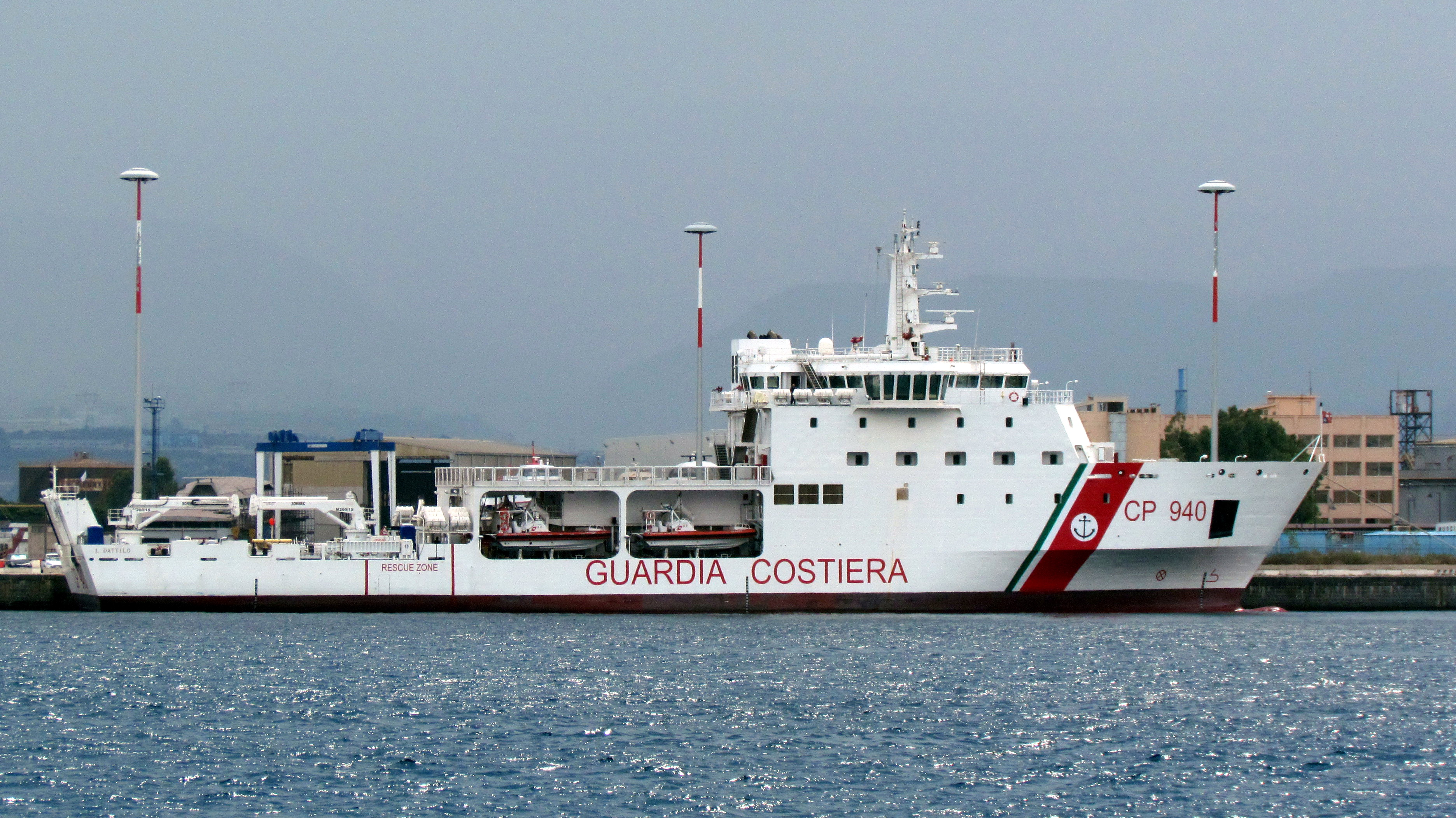
Patrouillenschiff Luigi Dattilo der Guardia Costiera

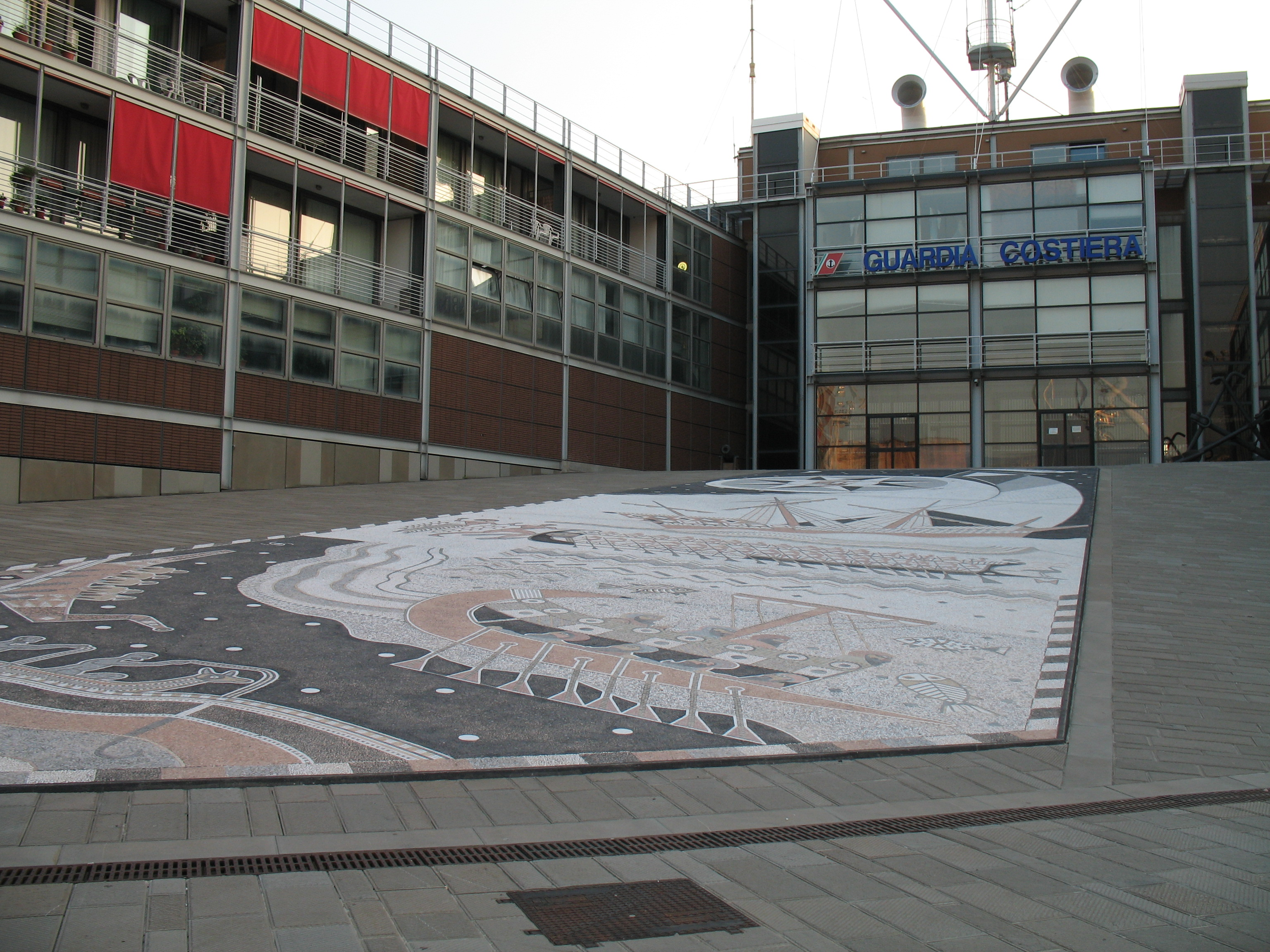
Dienststelle in Genua

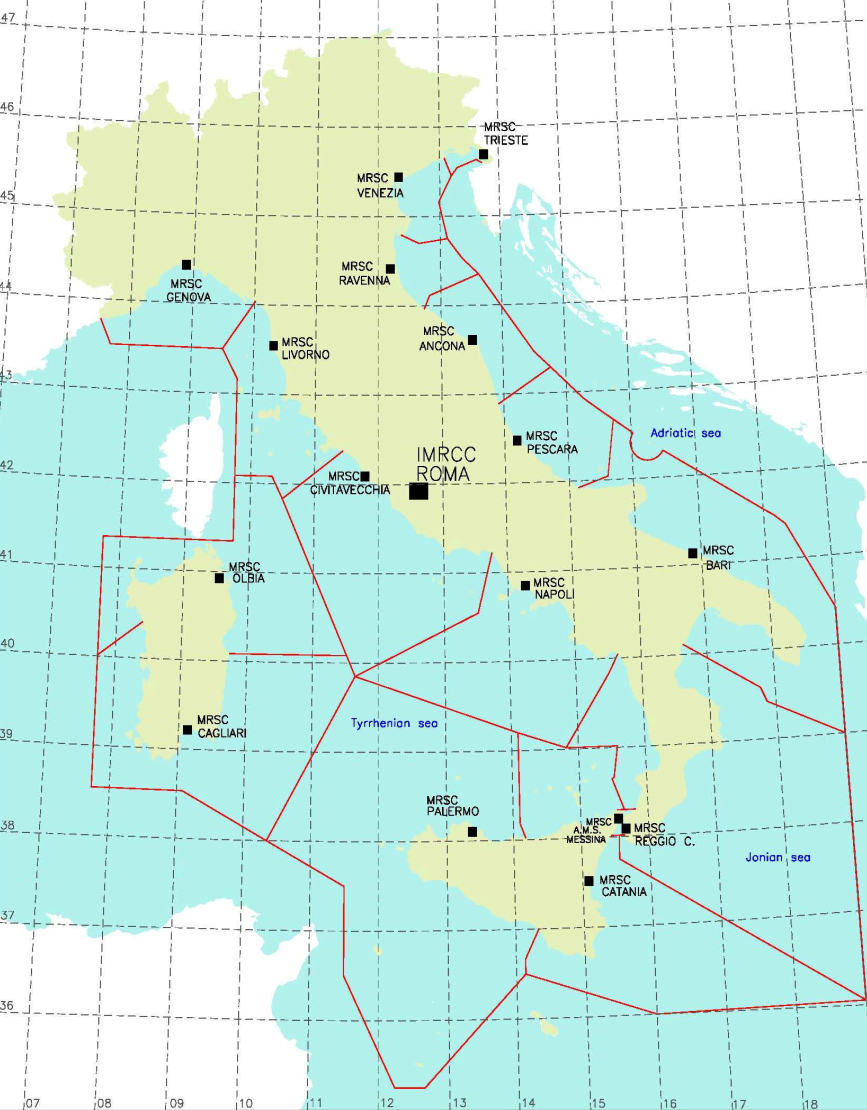
15 Maritime Direktionen (und AMS Messina) mit jeweiligem Maritime Rescue Sub-Center und dazugehörigem Zuständigkeitsbereich

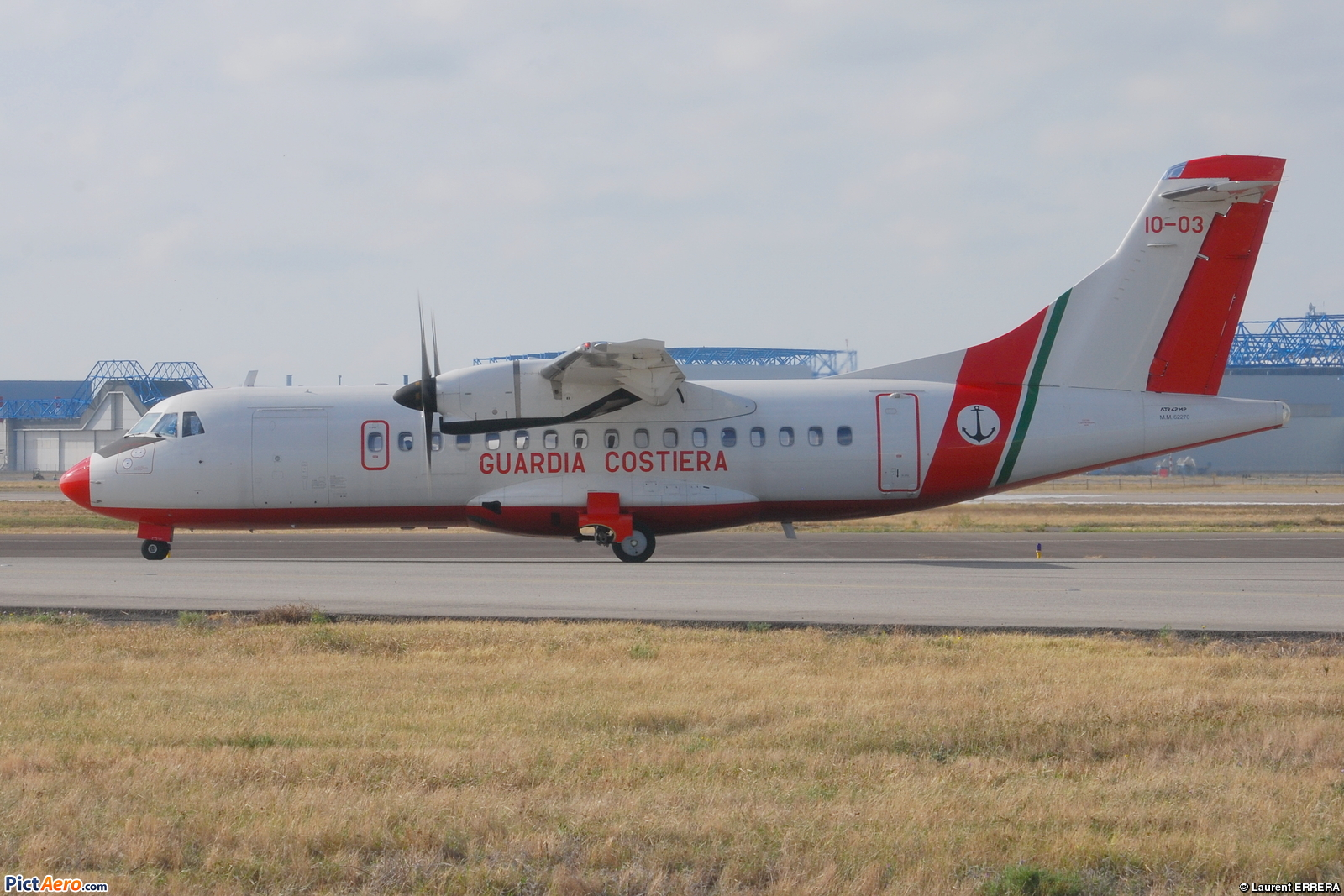
ATR 42MP der Guardia Costiera

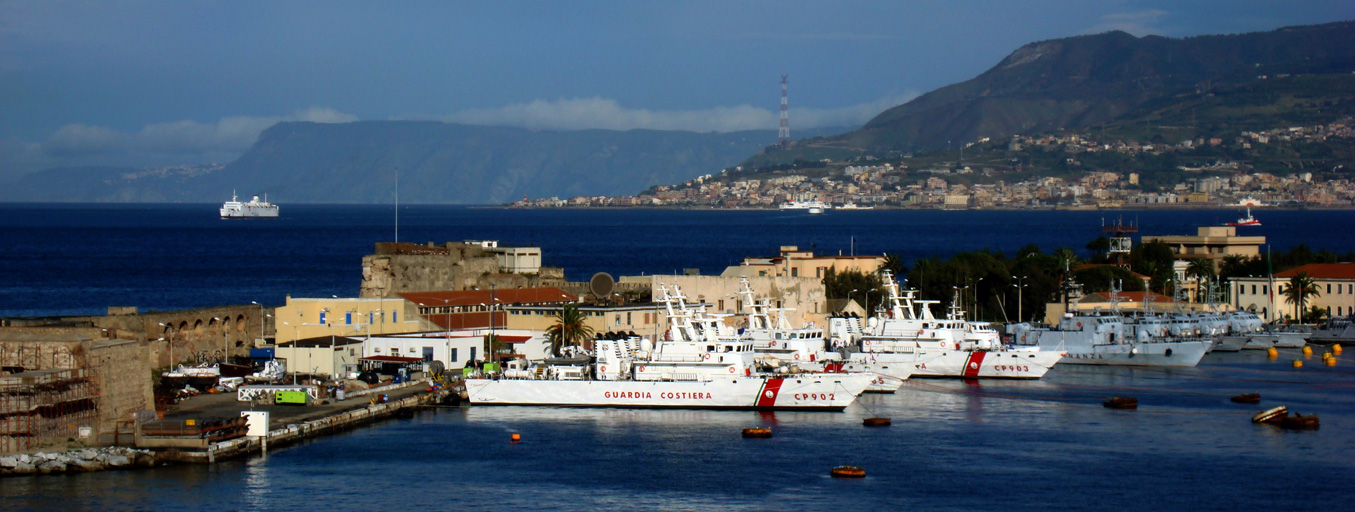
Fahrzeuge der Saettia-Klasse, 6ª Squadriglia Guardia Costiera, Messina. Im Hintergrund graue Boote der Guardia di Finanza

## Aufgaben
Die Capitanerie di Porto - Guardia Costiera ist für folgende Bereiche zuständig:
- Hafenverwaltung
- Verwaltung von staatlichen Liegenschaften in Küstengebieten
- Seeleute (Verwaltungsaufgaben)
- Ausstellung von Befähigungszeugnissen
- Zulassung und Registrierung von Seefahrzeugen
- Sicherheit im Schiffsverkehr (unter anderem Port State Control)
- Betrieb von Navigationseinrichtungen
- Seeverkehrskontrolle und Schifffahrtspolizei
- Such- und Rettungsdienst (Notruf 1530)
- Unterstützung bei der Bekämpfung der illegalen Immigration
- Maritimer Umweltschutz
- Fischereischutz
- Maritimer Kulturgüterschutz
- Wehrersatzwesen und Personalrekrutierung für die Marine

Italien hat eine Küstenlänge von etwa 8100 km. Die Hoheitsgewässer belaufen sich bei einer Zwölfmeilenzone auf 155.000 km². Die Ausschließliche Wirtschaftszone umfasst ein Seegebiet von 350.000 km², in welcher die Küstenwache Pflichten im Bereich der Seenotrettung und des Umweltschutzes hat. Bei der Seenotrettung wird die Guardia Costiera insbesondere von Hubschraubern der italienischen Luftwaffe unterstützt, die gemäß den ICAO-Richtlinien für den Betrieb bzw. die Koordinierung des nationalen Luftrettungssystems zuständig sind. Die Flugzeuge der Küstenwache dienen in erster Linie zur Erkennung von Umweltschutzvergehen (z. B. Reinigung der Schiffstanks auf hoher See). Sie leisten auch einen Beitrag zur Bekämpfung der illegalen Immigration.
Die Guardia Costiera ist nicht zuständig für die Überwachung der Zollgrenzen (Wasserzoll) und auch nicht für den polizeilichen Grenzschutz. Diese Aufgaben werden von den Luft- und Seeeinsatzkräften der Guardia di Finanza übernommen, jedoch unterstützt die Küstenwache sie in diesem Bereich regelmäßig. Es gab in Italien wiederholt Versuche, die o. g. Kräfte der Guardia di Finanza der Guardia Costiera zuzuschlagen und so eine einheitliche Küstenwache zu schaffen, die nach dem Muster der United States Coast Guard oder des deutschen Koordinierungsverbunds Küstenwache für alle staatlichen Aufgaben auf See zuständig wäre. Diese Versuche sind immer wieder an Besitzstandsdenken und Traditionalismus gescheitert. Es wird auch darauf hingewiesen, dass die maritimen Einsatzkräfte der Guardia di Finanza größer sind als die der Guardia Costiera.
Das „Hydrographische Institut“ in Genua gehört zur italienischen Marine. Diesem Institut unterstehen auch einige Forschungs- und Vermessungsschiffe. Es gibt u. a. amtliche Seekarten und Seehandbücher heraus und ist auch für die Nachrichten für Seefahrer zuständig.
Die italienischen Polizeien unterhalten eigene wasserschutzpolizeiliche Einheiten, die vor allem auf Binnengewässern und in Küstennähe eingesetzt werden. Auch andere Sicherheitsorganisationen, wie z. B. die italienische Feuerwehr verfügen über eigene Boote.
Einen grundlegenden Beitrag zum Rettungsdienst und zur Ersten Hilfe in Küstennähe, an Stränden und auf Binnengewässern leistet die nichtstaatliche, gemeinnützige Società Nazionale di Salvamento.

## Organisation
Die Capitanerie di Porto - Guardia Costiera ist eine militärisch strukturierte Organisation. Sie bildet eine (wenn auch relativ autonome) Truppengattung der italienischen Marine (zu deren Personalsollstärke die ca. 10.600 Angehörigen der Küstenwache nicht gezählt werden). Die Guardia Costiera untersteht dem Ministerium für Infrastruktur- und Verkehr, kann jedoch im Bedarfsfall dem Verteidigungsministerium bzw. der Marine unterstellt werden.
Die Organisation weist im zentralen Bereich militärische Züge auf. Der Chef der Küstenwache ist ein Vizeadmiral (Ammiraglio Ispettore Capo), der Dienststellung nach ist er Comandante Generale. Das Comando Generale ist ein nach militärischem Muster ausgerichteter Stab, dem auch das wichtige nationale Einsatzzentrum (Italian Maritime Rescue Coordination Centre) untersteht.
Auf territorialer Ebene gliedert sich die Guardia Costiera in:
- 15 „Maritime Direktionen“ (Direzione Marittima) in Genua, Livorno, Rom, Neapel, Reggio Calabria, Olbia, Cagliari, Palermo, Catania, Bari, Pescara, Ancona, Ravenna, Venedig und Triest. Diese Direktionen werden als Hafen- und Küstenabschnittskommandos in aller Regel von einem Flottillenadmiral oder von einem Kapitän zur See geleitet. Der Betrieb großer Häfen wird daneben von öffentlich-rechtlichen Hafenbetriebsanstalten mit der Bezeichnung Autorità di sistema portuale sichergestellt.
- 55 Hafenkapitänsämter (Capitaneria di Porto im Singular) in Häfen von überregionaler Bedeutung, in der Regel geleitet von Kapitänen zur See oder Fregattenkapitänen. Das Amt in Messina mit der zusätzlichen Bezeichnung Autorità Marittima dello Stretto hat einen Sonderstatus und ist für die Überwachung Straße von Messina zuständig.
- 51 Bezirksämter (Ufficio Circondariale Marittimo) in Häfen regionaler Bedeutung, in der Regel geführt von Kapitänleutnants.
- 128 Ortsämter (Ufficio Locale Marittimo) in Touristen- und Yachthäfen, geleitet von höheren Unteroffizieren.
- 61 Außenstellen oder „Strandbüros“ (Delegazioni di Spiaggia), in der Regel nicht an Stränden, sondern an kleinen Touristen- und Fischereihäfen. Sie werden von Bootsleuten geführt und sind nicht ständig besetzt. Überwachungs- und Rettungsaufgaben an Stränden übernehmen vor allem in der touristischen Hochsaison in der Regel Organisationen wie die genannte Società Nazionale di Salvamento.

Verkehrszentralen oder Vessel Traffic Service Centers (VTSC) zur Leitung des Schiffsverkehrs in Seegebieten mit hohem Verkehrsaufkommen oder Risikopotenzial betreibt die Küstenwache in Savona, Genua, La Spezia, La Maddalena, Trapani, Palermo, Messina, Tarent, Brindisi, Bari, Venedig und Triest. 63 AIS-Basisstationen ermöglichen dem Generalkommando und damit den 12 VTSC die Erfassung aller der AIS-Ausrüstungspflicht unterliegenden Schiffe in italienischen Gewässern und darüber hinaus in weiten Teilen der italienischen SAR-Region.
Besondere Einheiten und Verbände sind:
- Fliegertruppe: Sie besteht aus etwa 250 Personen und verfügt über 15 Hubschrauber vom Typ AgustaWestland AW139, ein Verbindungs- und Patrouillenflugzeug Piaggio P.180 sowie über drei Patrouillenflugzeuge vom Typ ATR 42MP (Stand: Juli 2021).[7][8] Außer Dienst gestellt wurden in den letzten Jahren zehn Agusta-Bell AB 412 und 14 Piaggio P.166.[9][10] Stützpunkte befinden sich in Luni (La Spezia, Hauptquartier, Wartungs- und Ausbildungszentrum), Fontanarossa (Catania) und in Pescara. In Decimomannu auf Sardinien wurde im Juli 2018 mit dem Aufbau einer vierten fliegenden Einheit begonnen.[11]
- Satellitenstation COSPAS-SARSAT in Bari[12]
- 2 LORAN-C-Stationen in Sella Marina und Lampedusa (außer Betrieb)
- 5 Tauchereinheiten in San Benedetto del Tronto, Neapel, Messina, Cagliari und Genua[13]
- 2 in der Hochsaison aktive Außenstellen am Gardasee (Salò) und am Lago Maggiore (Verbania), die administrativ den Hafenkapitänsämtern in Venedig und Genua unterstehen[14]

Bei besonderem Bedarf können Fahrzeuge der Küstenwache in einem Stützpunkt oder Gebiet konzentriert und dort zu einem Geschwader (squadriglia) zusammengefasst werden, das dem Generalkommando in Rom oder einem Küstenabschnittskommando direkt untersteht. Wegen der Flüchtlingskrise in Albanien wurde im Jahr 1991 in Vlora das 1. Geschwader gebildet, das bis 1993 dort im Rahmen der 22º Gruppo navale der Marine operierte, danach bis zur Auflösung im Jahr 2000 von Brindisi aus. Wegen des Lotterieaufstands in Albanien formierte die Küstenwache 1997 als Ersatz das 5. Geschwader, das dort bis 2009 als Teil der 28º Gruppo navale bestand. Aus vergleichbaren Gründen gab es in Lampedusa von 1994 bis 2001 das 3. Geschwader, seit dem Jahr 2003 operiert von dort aus das 7. Geschwader. Einem Unterstützungskommando in Messina untersteht das 2004 aufgestellte 6. (Hochsee-)Geschwader mit größeren Patrouillenschiffen, unter anderem der Saettia-Klasse und der Dattilo-Klasse, die häufig im zentralen Mittelmeer eingesetzt werden.
Die Küstenwache verfügt über rund 600 Seefahrzeuge, die in der Regel den Hafenkapitänsämtern oder nachgeordneten Dienststellen unterstehen. Ausnahmen bilden hierbei die Seefahrzeuge, die den genannten Geschwadern zugeteilt werden oder beispielsweise Ausbildungszwecken dienen.
Im Bereich der Ausbildung stützt sich die Küstenwache grundsätzlich auf Ausbildungseinrichtungen der Marine: Offiziere der Küstenwache werden an der Accademia Navale in Livorno ausgebildet, entweder nach der Hochschulreife in einem fünfjährigen Studium an der Marineakademie oder in einem kürzeren Lehrgang, wenn bereits ein Studium an einer zivilen Universität abgeschlossen wurde. Auch bei den Unteroffizieren und Mannschaften übernimmt die Marine den ersten Abschnitt der Ausbildung, insbesondere an Schulen in Tarent und La Maddalena. Diese Ausbildungsgänge sind alle auf die Bedürfnisse der Küstenwache ausgerichtet und werden dort zum Teil auch von Dozenten der Küstenwache abgehalten. Darüber hinaus unterhält die Küstenwache eigene Fort- und Weiterbildungseinrichtungen in Livorno (Umwelt und Fischerei), Messina (Vessel Traffic Services) und Genua (Betriebssicherheit) sowie am Flugplatz Sarzana-Luni. Bei Bedarf können Angehörige der Marine oder anderer Teilstreitkräfte in die Küstenwache übertreten und absolvieren dann bei den genannten Einrichtungen die erforderlichen Lehrgänge.
Uniformen, Dienstgrade und Rangabzeichen der Küstenwache entsprechen, von kleineren Details abgesehen, denen der Marine. Offiziere führen nach ihrer Dienstgradbezeichnung den Zusatz (CP) für Capitanerie di Porto, die anderen Dienstgrade sind in der Regel dem für die Küstenwache typischen Marine-Verwendungsbereich „Hafen-Rudergänger“ oder Nocchiere di Porto (NP) zugeteilt, der sich in über 20 spezialisierte Aufgabenbereiche untergliedert, darunter Fluggerätetechnik und Versorgungsdienst. Bis zum Jahr 1973 hatte die Organisation eigene Rangbezeichnungen, die zu verschiedenen Zeiten teils der zivilen Verwaltung, der Handelsmarine und den Landstreitkräften entliehen waren, wobei die jeweiligen Abzeichen meist dennoch denen der Marine entsprachen.

## Geschichte

Ehemalige Flagge der Capitanerie di Porto mit dem Wappen des 1946 abgesetzten Königshauses Savoyen

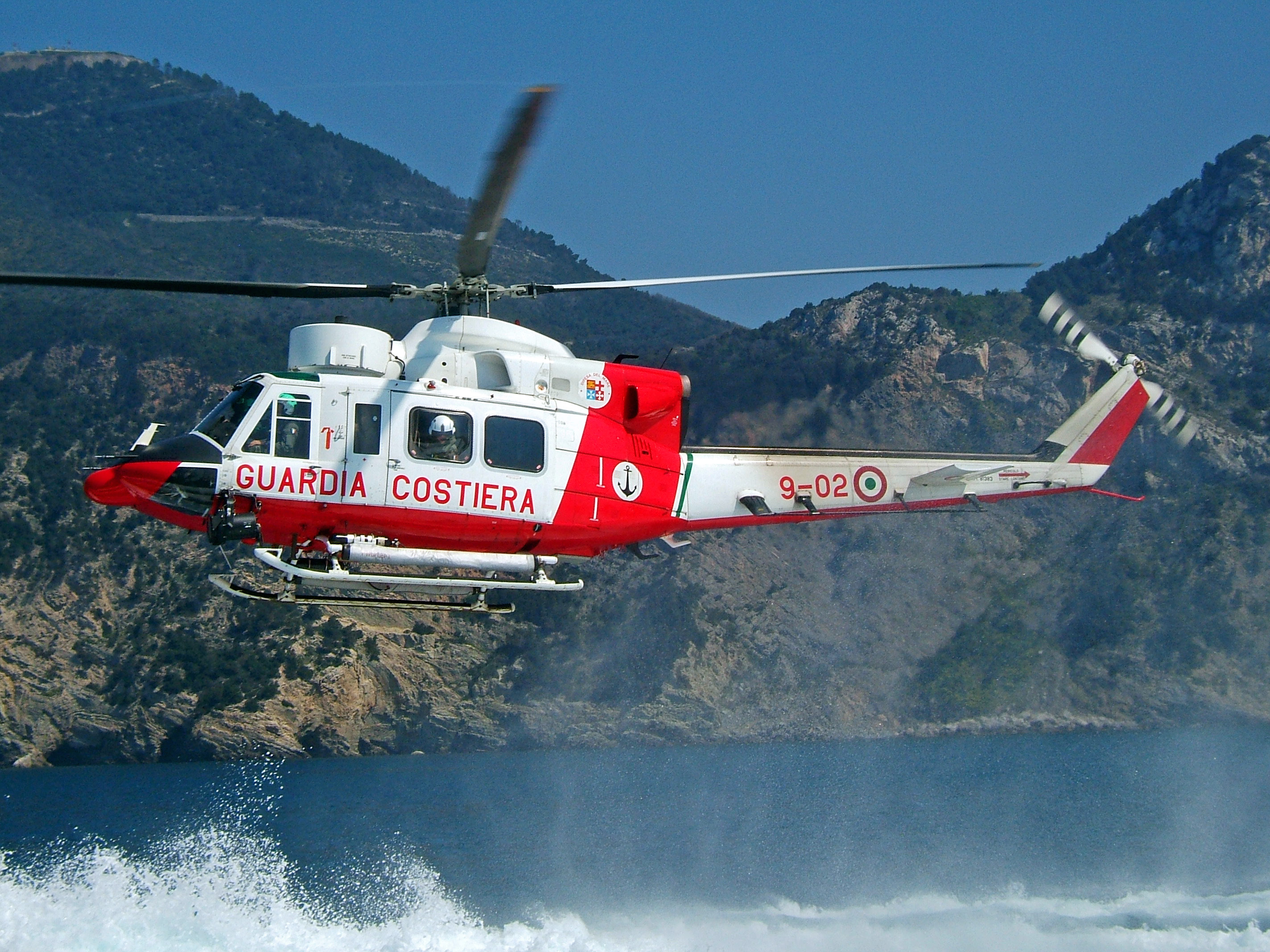
AB 412 der Guardia Costiera

Notruf-Logo

Das Corpo delle Capitanerie di Porto wurde am 20. Juli 1865 gegründet und fasste alle entsprechenden Dienststellen der alten italienischen Staaten in einem neuen rechtlichen und organisatorischen Rahmen zusammen. Zunächst handelte es sich um eine vorwiegend zivile Organisation, die auch einige militärische Aufgaben zur Unterstützung der Marine übernahm. Im Jahr 1915 wandelte man die Capitanerie di Porto aus kriegsbedingten Gründen in eine rein militärische Organisation um und unterstellte sie der Marine. Diesen militärischen Status behielt die Küstenwache auch nach dem Jahr 1918 bei (in dieser Hinsicht ähnelt sie den Carabinieri). Als nach dem Jahr 1945 das Marineministerium im neuen Verteidigungsministerium aufging, kam die Küstenwache zum Handelsmarineministerium. Die traditionellen Verbindungen zur Marine bestanden jedoch weiter und auch die militärischen Unterstützungsaufgaben wurden fortgesetzt. Am 8. Juni 1989 erhielten die operativen Bereiche der Capitanierie di Porto die neue Bezeichnung Guardia Costiera, wodurch man einem internationalen Trend entsprach. Vor allem die Seefahrzeuge erhielten den neuen Schriftzug und auch den für die Küstenwache typischen roten Streifen an der Seite, der in diesem Fall um ein schmales weißes und grünes Band (Nationalfarben Italiens) ergänzt wurde. Diese Namensänderung änderte jedoch nichts an der bisherigen Substanz und an den bisherigen Aufgaben der Küstenwache. Von verschiedener Seite gab es Forderungen, die Capitanerie di Porto mit den seegestützten Teilen der Guardia di Finanza zu einer wirklichen einheitlichen nationalen Küstenwache auszubauen. Dies konnte bis heute nicht durchgesetzt werden. Ende der 1990er Jahre entstand durch eine Fusion der Ministerien für Handelsmarine, Verkehr und öffentliche Arbeiten das neue Ministerium für Infrastruktur und Verkehr. Diesem neuen Ministerium untersteht die italienische Küstenwache heute. Daneben wird sie auch im Auftrag anderer Ministerien tätig, insbesondere im Auftrag des Landwirtschafts- und des Umweltministeriums.
Von Oktober 2013 bis Oktober 2014 war die Küstenwache einer der wesentlichen Akteure der Seenotrettungsoperation Mare Nostrum.

## Ehrungen und Auszeichnungen
Anlässlich des 144. Jahrestages des Bestehens der italienischen Küstenwache verlieh der Malteserorden am 20. Juli 2009 durch den Großkanzler des Malteserordens, Jean-Pierre Mazery, der Dienstflagge des Corpo delle Capitanerie di Porto – Guardia Costiera die melitensische Verdienstmedaille in Gold mit Schwertern des Verdienstordens Pro Merito Melitensi. Im Lauf der Zeit erhielt die Küstenwache etliche andere Auszeichnungen.